# Obergefell v. Hodges
 (août 2023).
Si vous disposez d'ouvrages ou d'articles de référence ou si vous connaissez des sites web de qualité traitant du thème abordé ici, merci de compléter l'article en donnant les références utiles à sa vérifiabilité et en les liant à la section « Notes et références ».
Obergefell v. Hodges est un arrêt rendu le 26 juin 2015 par la Cour suprême des États-Unis dans l'affaire James Obergefell et al., Petitioners, v. Richard Hodges, Director, Ohio Department of Health, et al. (ou Obergefell v. Hodges, 576 U.S.). Elle constitue un arrêt de principe, fondamental, dans lequel ladite Cour suprême considère le mariage homosexuel comme un droit constitutionnel en vertu du XIVe amendement de la Constitution des États-Unis. Cet arrêt a pour principal effet de rendre le mariage homosexuel légal dans l'ensemble des États-Unis et notamment dans les quatorze États fédérés et les territoires américains ne l'ayant pas encore autorisé.

## Faits
En raison de ce que l'un des partenaires d'un couple homosexuel originaire de Cincinnati, John Arthur, était en phase terminale d'une sclérose latérale amyotrophique (SLA), le couple demanda au greffier de l'État de l'Ohio l'identification de l'autre partenaire, James Obergefell, comme époux survivant sur le certificat de décès du premier en raison de leur mariage dans l'État du Maryland en date du 11 juillet 2013.
Le greffier de l'État de l'Ohio considère qu'en effet la discrimination contre un couple homosexuel marié est anticonstitutionnelle, mais le Bureau du procureur général annonce un projet visant à poursuivre l'interdiction du mariage homosexuel dans l'État de l'Ohio.
Le 19 juillet 2013, le couple initie une poursuite contre le gouverneur de l'Ohio, John Kasich, alléguant l'existence de discriminations de la part de l'État à l'encontre de couples légalement mariés en dehors de l'État.

## Procédure
L'affaire Obergefell v. Hodges est d'abord traitée par la cour fédérale du district Sud de l'Ohio, puis devant la cour d'appel des États-Unis pour le sixième circuit et enfin devant la Cour suprême.

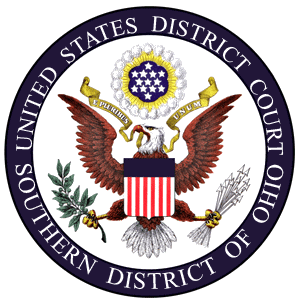
Sceau de la Cour fédérale du district Sud de l'Ohio
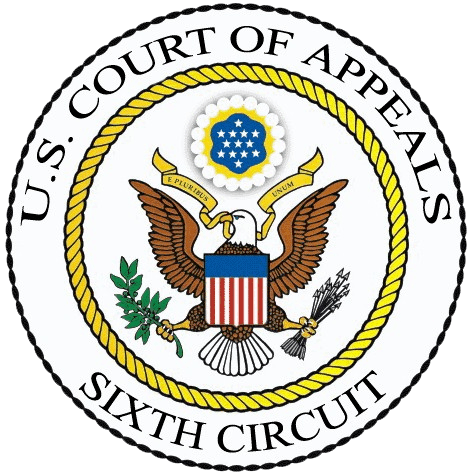
Sceau de la cour d'appel des États-Unis pour le sixième circuit
Sceau de la Cour suprême des États-Unis

### District Court
Avant consolidation (regroupement de cas similaires en vue d'une seule décision de justice), plusieurs affaires sont jugées séparément dans leurs cours fédérales de district respectives, dont deux devant celle du District Sud de l'Ohio, ici présentées.

#### Obergefellv.Hodges
En juin 2013, James « Jim » Obergefell ( /ˈoʊbərɡəfɛl/ OH-bər-gə-fel) et John Arthur décident de s'épouser et d'obtenir la reconnaissance légale de leur union. Originaires de l'Ohio, ils se marient dans le Maryland le 11 juillet. Mais leur union ne sera pas reconnue dans leur État de résidence, l'Ohio. L'un des deux partenaires, John Arthur, souffrant d'une sclérose (ALS) en phase terminale, la reconnaissance du mariage devient indispensable pour que James Obergefell figure sur le certificat de décès à titre d'époux du défunt.
Le 22 juillet 2013, la cour fédérale de district du district sud de l'Ohio, à travers le juge Timothy S. Black, accueille la demande du couple, interdisant temporairement au greffier de l'État d'Ohio de valider aucun certificat de décès à moins que celui-ci ne comportât le statut de « marié » pour le défunt et d'« époux survivant » pour son partenaire. Le juge écrivit qu'« à travers l'histoire de l'Ohio, la loi a toujours été claire : un mariage célébré en dehors de l'Ohio est valide dans l'État d'Ohio si valide au moment de sa célébration » et nota que certains mariages entre cousins ou mineurs, bien qu'illégaux si célébrés en Ohio, sont reconnus par l'État s'ils sont légaux au moment de leur enregistrement devant d'autres juridictions. L'avocat général de l'Ohio, Mike DeWine, indique qu'il n'interjetterait pas appel dans son ordonnance préliminaire.
Le 13 août 2013, le juge Black étend son ordonnance de restriction temporaire jusqu'à la fin de décembre et programme une audience orale à visée d'injonction permanente le 18 décembre 2013. Le 25 septembre, il accueillit la demande des requérants de disqualifier le gouverneur et l'avocat général de l'État de l'Ohio comme parties adverses. Le directeur du département de la Santé est substitué comme défendant principal et l'affaire change de nom pour devenir Obergefell v. Wymyslo. Le 22 octobre, le requérant John Arthur décède, ce qui conduit la partie défenderesse à alléguer la dimension juridiquement discutable de l'affaire. Le 1er novembre, Timothy S. Black rejette la demande de rejet pour défaut de base juridique, d'intérêt à agir[style à revoir]. Le 23 décembre de la même année, il considère que le refus de l'Ohio de reconnaître les mariages homosexuels d'autres juridictions est discriminatoire et ordonne à l'État de reconnaître les mariages célébrés dans d'autres juridictions sur les certificats de décès. Il écrit à cette occasion : « quand un État annule de facto le lien marital d'un couple de même sexe marié dans une autre juridiction, il s'ingère dans le champ des relations privées d'ordre marital, familial ou intime, spécifiquement protégées par la Cour suprême. »

#### Henryv.Wymyslo
L'affaire Henry v. Wymyslo est en cours devant le même tribunal et au même moment que le cas Obergefell. Le 10 février 2014, quatre couples homosexuels mariés légalement dans d'autres États poursuivirent l'Ohio en vue de le forcer à inscrire les deux parents sur les certificats de naissance de leurs enfants. Trois des couples sont composés de femmes vivant en Ohio, chacune attendant un enfant pour l'année 2014. Le quatrième est un couple d'hommes vivant à New York avec leur fils adoptif, né en Ohio en 2013. Alors que l'affaire est en cours, les requérants amendent leur demande, demandant à la cour de déclarer inconstitutionnelle l'interdiction du mariage homosexuel par l'Ohio. Le juge laisse à l'État du temps pour préparer son interjection en appel de sa décision, en annonçant le 4 avril qu'il émettrait le 14 avril une ordonnance ordonnant à l'Ohio la reconnaissance de mariages homosexuels célébrés dans d'autres juridictions. À la suite de la démission du défenseur principal, le directeur du département de la Santé de l'Ohio, Ted Wymyslo, pour des raisons non liées à l'affaire, Lance Himes devient directeur par intérim et l'affaire est renommée Henry v. Himes. Le 14 avril, le juge Timothy S. Black décide que l'Ohio doit reconnaître le mariage homosexuel prononcé dans d'autres juridictions. Le 16 avril, il ordonne l'exécution de sa décision, à l'exception des actes de naissance litigieux en l'espèce.

### Sixth Circuit
La cour d'appel des États-Unis pour le sixième circuit, dans un arrêt du 6 novembre 2014, par deux voix contre une, estime que l'interdiction du mariage homosexuel par l'État de l'Ohio ne viole pas la Constitution, en vertu d'un arrêt de la Cour suprême du Minnesota de 1971, Baker v. Nelson, 291 Minn. 310, 191 N.W.2d 185. Dans cet arrêt, le juge Jeffrey Sutton, parlant au nom de la majorité, écrit : « aucune des théories des requérants, cependant, ne justifie la constitutionnalisation de la définition du mariage et son retrait de l'endroit où elle se trouve depuis la fondation [NDLR : des États-Unis] : entre les mains des électeurs étatiques. »
La juge dissidente (en désaccord avec la décision) Martha Craig Daughtrey écrit à son tour : « en ce que la solution convenable est manifeste, il est tentant de subodorer que la majorité a volontairement pris la position contraire, afin de créer [une situation] favorable à l'octroi d'un certiorari [NDLR : mandat juridictionnel, formule d'action en justice] devant la Cour suprême, et à une fin à l'incertitude statutaire et au chaos interétatique induits par l'actuelle divergence des législations étatiques. »

### Cour suprême

#### Requête de formule d'action en justice
L'arrêt Obergefell v. Hodges est le fruit d'un regroupement d'actions connexes incluant outre le cas éponyme les affaires Tanco v. Haslam (Tennessee), Deboer v. Snyder (Michigan), Bourke v. Beshear (Kentucky), concernant toutes un affrontement entre requérants et lois étatiques (id est des États fédérés) prohibant le mariage homosexuel. L'affaire est auparavant appelée « Obergefell v. Wymyslo » puis « Obergefell v. Himes ».
Le 14 novembre 2014, les couples en question remplirent une demande de formule d'action en justice à la Cour suprême, demandant à la juridiction de considérer si le refus de l'Ohio de reconnaître le mariage d'autres juridictions ne violait pas, du XIVe amendement de la Constitution, les garanties de Due Process Clause et d'Equal Protection Clause, et si le refus de l'État de reconnaître l'adoption du jugement d'un autre État ne violait pas la clause constitutionnelle de Full faith and credit.

#### Dépôt des mémoires
Après consolidation des dossiers en date du 16 janvier 2015, la Cour suprême émet un calendrier de dépôt des mémoires ayant pour date butoir le 17 avril 2015. Elle s'intéresse alors à deux questions :
- Le Quatorzième Amendement requiert-il l'autorisation par un État du mariage entre deux personnes de même sexe ?
- Le Quatorzième Amendement requiert-il qu'un État reconnaisse le mariage entre deux personnes de même sexe lorsque leur mariage fut célébré et exécuté légalement en dehors de cet État ?

#### Plaidoiries
Les plaidoiries sont prononcées devant la Cour suprême le 28 avril 2015. Les requérants étaient représentés par Mary Bonauto, avocate spécialiste des droits civiques, et Douglas Hallward-Driemeier. L'avocat général des États-Unis, Donald Verrilli, Jr., se positionna du côté des couples homosexuels. Les États étaient représentés par le précédent avocat général du Michigan John J. Bursch et par Joseph R. Whalen, un avocat général associé du Tennessee.
Sur les neuf juges de la Cour suprême, tous sauf Clarence Thomas émettent des commentaires et questions, pourvoyant des indices quant à leur position sur la Constitution en général et sur le futur du mariage en particulier. Bien que ces éléments ne soient qu'un imparfait indicateur de leurs décisions finales, les juges apparaissent profondément divisés dans leurs approches de ce problème, marquant des lignes de fractures idéologiques, Anthony Kennedy demeurant indécis, ainsi que probablement John G. Roberts, Jr., président.

## Décision
Le 26 juin 2015, par cinq voix contre quatre, la Cour suprême des États-Unis décide qu'il résulte du XIVe amendement de la Constitution des États-Unis que l'ensemble des États fédérés des États-Unis doit autoriser le mariage homosexuel et reconnaître les mariages homosexuels célébrés dans d'autres États.

### Opinion majoritaire

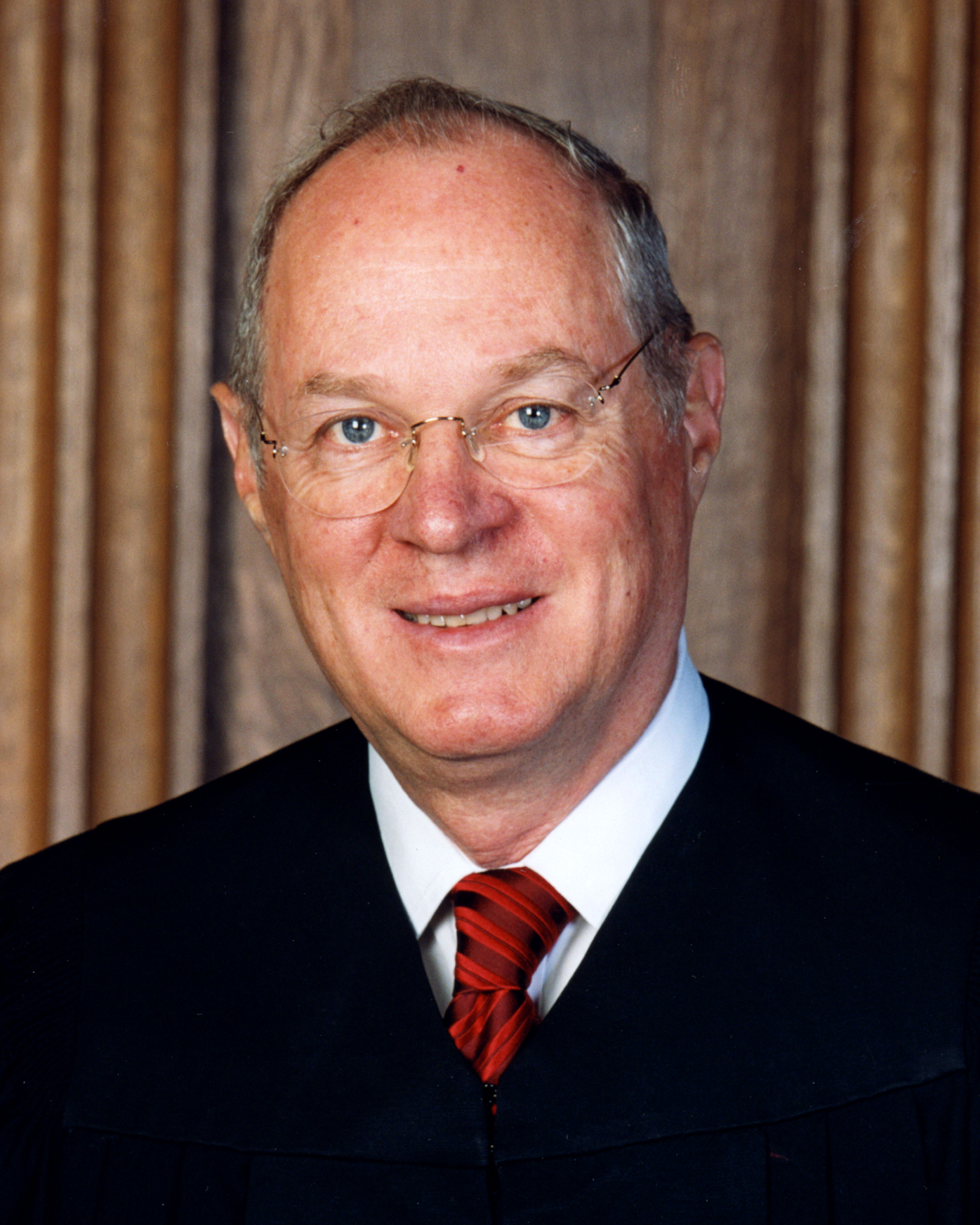
Anthony Kennedy, rédacteur de l'opinion majoritaire.

Bien que qualifié par certains de conservateur, Anthony Kennedy permet par son vote la constitutionnalisation du droit au mariage homosexuel. Il est donc l'auteur de l'opinion de la majorité, accompagné par Stephen Breyer, Ruth Bader Ginsburg, Elena Kagan et Sonia Sotomayor.
L'opinion de la majorité se conclut par les mots suivants :

« Nulle union n'est plus profonde que le mariage, en ce qu'il incarne les idéaux les plus élevés d'amour, de fidélité, de dévotion, de sacrifice, et de famille. En formant une union maritale, deux personnes deviennent quelque chose de plus grand que ce qu'elles étaient auparavant. Comme certains requérants le démontrent dans ces affaires, le mariage incarne un amour susceptible de perdurer même après la mort. Ce serait mal comprendre ces hommes et femmes que de dire qu'ils ne respectent pas bien l'idée du mariage. Leur plaidoirie allègue qu'ils le respectent, le respectent si profondément qu'ils recherchent sa jouissance pour eux-mêmes. Leur espoir est de n'être point condamné à vivre dans la solitude, exclus d'une des plus anciennes institutions de la civilisation. Ils en appellent à une dignité égale aux yeux de la loi. La Constitution leur garantit ce droit. »

Citation originale :
« No union is more profound than marriage, for it embodies the highest ideals of love, fidelity, devotion, sacrifice, and family. In forming a marital union, two people become something greater than once they were. As some of the petitioners in these cases demonstrate, marriage embodies a love that may endure even past death. It would misunderstand these men and women to say they disrespect the idea of marriage. Their plea is that they do respect it, respect it so deeply that they seek to find its fulfillment for themselves. Their hope is not to be condemned to live in loneliness, excluded from one of civilization's oldest institutions. They ask for equal dignity in the eyes of the law. The Constitution grants them that right. »

### Opinions dissidentes

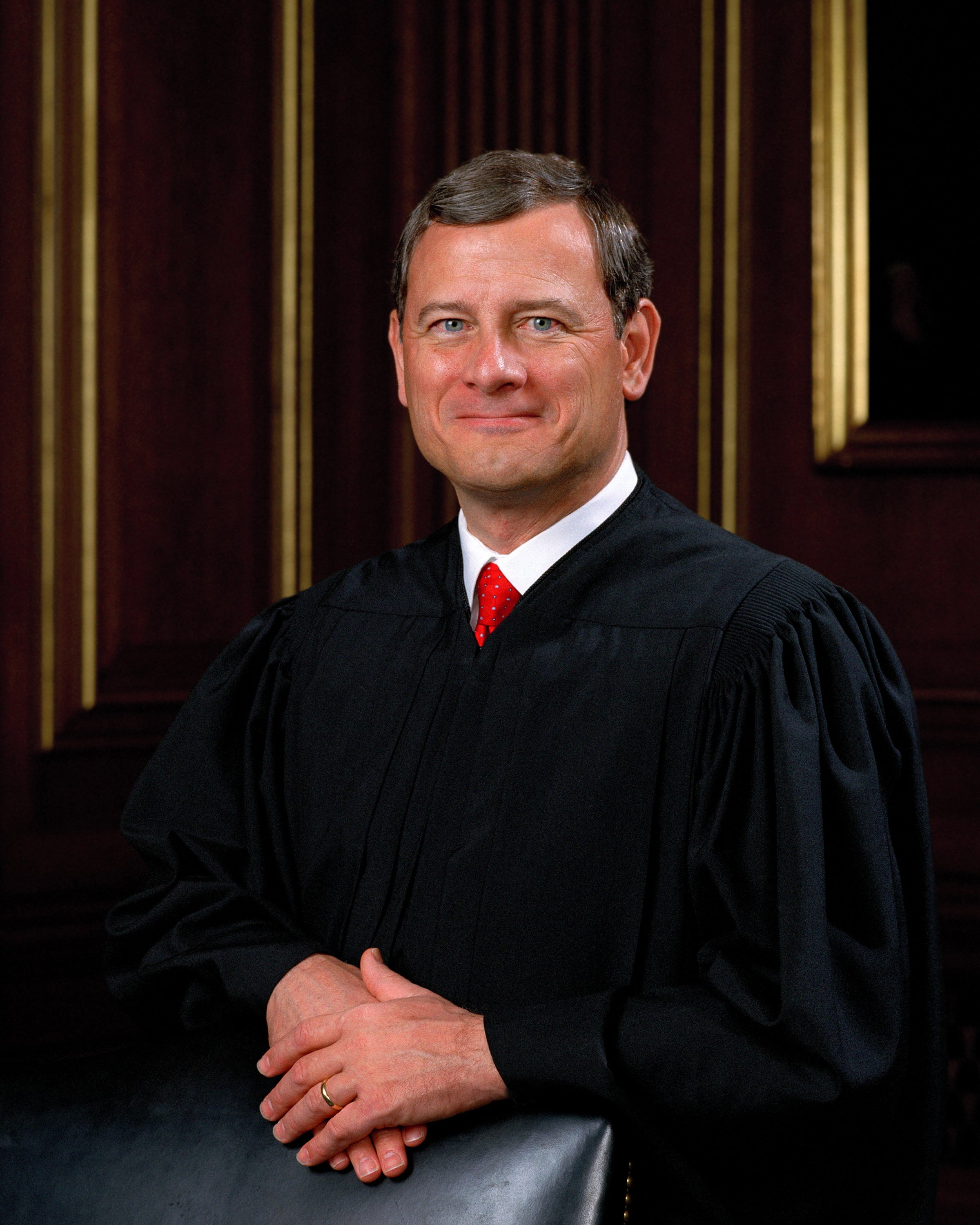
John G. Roberts,.

Chaque juge dissident rédige une opinion. Le président John G. Roberts, Jr. est rejoint dans son opinion par Antonin Scalia, Clarence Thomas et Samuel Alito, alléguant que :

« […] cette Cour n'est pas un corps législatif. Elle ne saurait décider de l'opportunité du mariage homosexuel. D'après la Constitution, les juges ont le pouvoir de dire ce qu'est le droit, pas ce qu'il devrait être. Le peuple qui ratifia la Constitution autorisa les tribunaux à n'exercer "ni force ni volonté mais un simple jugement". »

Citation originale :
« But this Court is not a legislature. Whether same-sex marriage is a good idea should be of no concern to us. Under the Constitution, judges have power to say what the law is, not what it should be. The people who ratified the Constitution authorized courts to exercise "neither force nor will but merely judgment". »
The Federalist no 78, p. 465 (C. Rossiter ed. 1961) (A. Hamilton).

## Portée et critique de l'arrêt
Avant l'arrêt du 26 juin 2015, 14 États fédérés des États-Unis ne reconnaissaient pas de mariage homosexuel, comme le montre la carte ci-contre. La décision a pour effet de rendre inconstitutionnelles toutes législations nationales interdisant le mariage entre personnes de même sexe, ce qui implique l'annulation de l'ensemble de ces normes.
- Mariage homosexuel reconnu
- Mariage homosexuel légalisé par le gouvernement ou la cour constitutionnelle, mais pas encore en vigueur
- Reconnaissance complète du mariage conclu à l’étranger
- Autre type d’engagement reconnu (union civile, etc.)
- Reconnaissance limitée (concubinage, etc.)
- Reconnaissance limitée du mariage conclu à l’étranger (droit de séjour)
- Soumis à une décision internationale reconnaissant le mariage
- Aucune reconnaissance pour les couples homosexuels

La décision fut saluée par de nombreux responsables politiques nationaux et internationaux, notamment issus du Parti démocrate, comme Barack Obama ou Hillary Clinton. Symétriquement, une frange plus droitière, en moyenne plus âgée, et issue notamment du Parti républicain, a témoigné son désaccord avec la décision à des degrés et pour des motifs divers, invoquant régulièrement des justifications de nature religieuse.